# NGC 2405-2
NGC 2405-2 is een elliptisch sterrenstelsel in het sterrenbeeld Tweelingen. Het hemelobject werd op 4 november 1864 ontdekt door de Duitse astronoom Albert Marth.

## Synoniemen
- MCG 4-18-26
- ZWG 117.51
- VV 643